# اسفناج
اسفناج (نام علمی: Spinacia oleracea) گیاهی یک ساله، دولپه‌ای و گلدار با ساقه و برگ‌های لطیف است. این گیاه بومی مرکز آسیا و غرب آسیا است. اسفناج از سبزیجات برگی بوده و به صورت خام یا پخته شده مصرف می‌شود. این گیاه تا ۳۰ سانتی‌متر رشد کرده و دارای برگ‌هایی با اندازه‌ها و شکل‌هایی مختلف است. در سال ۲۰۱۸ مقدار ۲۶/۳ میلیون تُن اسفناج در دنیا تولید شد و حدود ۹۰ درصد از این میزان در کشور چین تولید شده است.
به نظر می‌رسد گیاه اسفناج در ابتدا در ایران باستان و حدود ۲۰۰۰ سال قبل مورد توجه بوده و توسط ایرانیان مصرف می‌شده اما به مرور به مناطق اطراف مانند هند و آسیای مرکزی و سپس از طریق نپال به خاور دور و سایر نقاط جهان برده شده است. همچنین واژهٔ اسفناج واژه ای فارسی بوده اسپناخ (aspānāḵ) و در اواخر قرن ۱۴ میلادی به زبان‌های لاتین و زبان‌های اروپایی وارد شده. معادل انگلیسی این واژه (Spinach) و معادل فرانسوی آن (épinard) می‌باشد.
بر خلاف تصور عامه مردم که اسفناج را یک گیاه با میزان آهن زیاد می‌دانند، این سبزی فقط دارای ۰٫۸۱ میلی‌گرم آهن در ۱۰۰ گرم اسفناج خام است. به رغم باور همگان، اسفناج منبع فوق‌العاده خوب آهن نیست، زیرا میزان اسید اکسالات آن، بدن را از جذب مواد معدنی بازمی‌دارد.

## ارزش غذایی
اسفناج خام حاوی ۹۱درصد آب، ۴درصد کربوهیدرات، ۳درصد پروتئین و مقدار ناچیزی چربی است. اسفناج دارای کالری پایین و ارزش غذایی بالایی است به ویژه در مواقعی که به صورت آب‌پز یا بخارپز مصرف شود. این گیاه دارای میزان بالایی از انواع ویتامین‌ها و مواد معدنی است. هرچند که اسفناج حاوی آهن و کلسیم بالایی است، اما اگزالات موجود در برگ‌های آن به خصوص در هنگام مصرف به صورت خام، مانع از جذب کلسیم و آهن در دستگاه گوارش انسان می‌شود. پختن اسفناج باعث کاهش میزان اگزالات شده و هضم و جذب مواد مغذی در بدن به شکل بهتری انجام خواهد شد. این گیاه همچنین حاوی مقدار بسیار بالایی ویتامین K است و به دلیل نقش مهم این ویتامین در فرایند انعقاد خون، به بیماران مصرف کنندهٔ داروهای ضد انعقاد مانند وارفارین توصیه می‌شود که از مصرف اسفناج خودداری کنند.
اسفناج سرشار از لوتئین و گزانتین است که این کاروتنوئیدها، از بین برنده مولکول‌های بی‌ثباتی به نام رادیکال‌های آزاد در بدن هستند. کاروتنوئیدها در اسفناج و سبزی‌های دارای برگ سبز تیره وجود دارند، برخی مطالعات نشان داده‌اند که آن‌ها می‌توانند با سرطان دهان، معده و مری مقابله کنند.
یک پیمانه اسفناج حدود ۲۰ درصد فیبر دارد که مانع یبوست است و به هضم غذا کمک می‌کند. فیبر موجود در این سبزی، قند خون را پایین نگه داشته و با ایجاد حس سیری می‌تواند مانع از پرخوری شود. ویتامین C و E، بتاکاروتن، منگنز، روی و سلنیوم موجود در اسفناج همگی از آنتی‌اکسیدان‌های قوی برای مقابله با پوکی استخوان، گرفتگی رگ‌ها و فشار خون بالاست.
|                            | پروتئین | پروتئین | ویتامین‌ها | ویتامین‌ها | ویتامین‌ها | ویتامین‌ها | ویتامین‌ها | ویتامین‌ها | ویتامین‌ها | ویتامین‌ها | ویتامین‌ها | ویتامین‌ها | ویتامین‌ها | ویتامین‌ها | ویتامین‌ها | کانی‌ها (مواد معدنی) | کانی‌ها (مواد معدنی) | کانی‌ها (مواد معدنی) | کانی‌ها (مواد معدنی) | کانی‌ها (مواد معدنی) | کانی‌ها (مواد معدنی) | کانی‌ها (مواد معدنی) | کانی‌ها (مواد معدنی) | کانی‌ها (مواد معدنی) | کانی‌ها (مواد معدنی) |
| غذا                        | درصد DV | Q       | A         | B1        | B2        | B3        | B5        | B6        | B9        | B12       | Ch.       | C         | D         | E         | K         | Ca                  | Fe                  | Mg                  | P                   | K                   | Na                  | Zn                  | Cu                  | Mn                  | Se                  |
| درصد کاهش ارزش بر اثر پختن |         |         | ۱۰        | ۳۰        | ۲۰        | ۲۵        |           | ۲۵        | ۳۵        | ۰         | ۰         | ۳۰        |           |           |           | ۱۰                  | ۱۵                  | ۲۰                  | ۱۰                  | ۲۰                  | ۵                   | ۱۰                  | ۲۵                  |                     |                     |
| -------------------------- | ------- | ------- | --------- | --------- | --------- | --------- | --------- | --------- | --------- | --------- | --------- | --------- | --------- | --------- | --------- | ------------------- | ------------------- | ------------------- | ------------------- | ------------------- | ------------------- | ------------------- | ------------------- | ------------------- | ------------------- |
| ذرت                        | ۲۰      | ۵۵      | ۱         | ۱۳        | ۴         | ۱۶        | ۴         | ۱۹        | ۱۹        | ۰         | ۰         | ۰         | ۰         | ۰         | ۱         | ۱                   | ۱۱                  | ۳۱                  | ۳۴                  | ۱۵                  | ۱                   | ۲۰                  | ۱۰                  | ۴۲                  | ۰                   |
| برنج                       | ۱۴      | ۷۱      | ۰         | ۱۲        | ۳         | ۱۱        | ۲۰        | ۵         | ۲         | ۰         | ۰         | ۰         | ۰         | ۰         | ۰         | ۱                   | ۹                   | ۶                   | ۷                   | ۲                   | ۰                   | ۸                   | ۹                   | ۴۹                  | ۲۲                  |
| گندم                       | ۲۷      | ۵۱      | ۰         | ۲۸        | ۷         | ۳۴        | ۱۹        | ۲۱        | ۱۱        | ۰         | ۰         | ۰         | ۰         | ۰         | ۰         | ۳                   | ۲۰                  | ۳۶                  | ۵۱                  | ۱۲                  | ۰                   | ۲۸                  | ۲۸                  | ۱۵۱                 | ۱۲۸                 |
| دانه سویا                  | ۷۳      | ۱۳۲     | ۰         | ۵۸        | ۵۱        | ۸         | ۸         | ۱۹        | ۹۴        | ۰         | ۲۴        | ۱۰        | ۰         | ۴         | ۵۹        | ۲۸                  | ۸۷                  | ۷۰                  | ۷۰                  | ۵۱                  | ۰                   | ۳۳                  | ۸۳                  | ۱۲۶                 | ۲۵                  |
| نخود کفتری                 | ۴۳      | ۹۱      | ۱         | ۴۳        | ۱۱        | ۱۵        | ۱۳        | ۱۳        | ۱۱۴       | ۰         | ۰         | ۰         | ۰         | ۰         | ۰         | ۱۳                  | ۲۹                  | ۴۶                  | ۳۷                  | ۴۰                  | ۱                   | ۱۸                  | ۵۳                  | ۹۰                  | ۱۲                  |
| سیب‌زمینی                   | ۴       | ۱۱۲     | ۰         | ۵         | ۲         | ۵         | ۳         | ۱۵        | ۴         | ۰         | ۰         | ۳۳        | ۰         | ۰         | ۲         | ۱                   | ۴                   | ۶                   | ۶                   | ۱۲                  | ۰                   | ۲                   | ۵                   | ۸                   | ۰                   |
| سیب‌زمینی شیرین             | ۳       | ۸۲      | ۲۸۴       | ۵         | ۴         | ۳         | ۸         | ۱۰        | ۳         | ۰         | ۰         | ۴         | ۰         | ۱         | ۲         | ۳                   | ۳                   | ۶                   | ۵                   | ۱۰                  | ۲                   | ۲                   | ۸                   | ۱۳                  | ۱                   |
| اسفناج                     | ۶       | ۱۱۹     | ۱۸۸       | ۵         | ۱۱        | ۴         | ۱         | ۱۰        | ۴۹        | ۰         | ۴٫۵       | ۴۷        | ۰         | ۱۰        | ۶۰۴       | ۱۰                  | ۱۵                  | ۲۰                  | ۵                   | ۱۶                  | ۳                   | ۴                   | ۶                   | ۴۵                  | ۱                   |
| شوید                       | ۷       | ۳۲      | ۱۵۴       | ۴         | ۱۷        | ۸         | ۴         | ۹         | ۳۸        | ۰         | ۰         | ۱۴۲       | ۰         | ۰         | ۰         | ۲۱                  | ۳۷                  | ۱۴                  | ۷                   | ۲۱                  | ۳                   | ۶                   | ۷                   | ۶۳                  | ۰                   |
| هویج‌ها                     | ۲       |         | ۳۳۴       | ۴         | ۳         | ۵         | ۳         | ۷         | ۵         | ۰         | ۰         | ۱۰        | ۰         | ۳         | ۱۶        | ۳                   | ۲                   | ۳                   | ۴                   | ۹                   | ۳                   | ۲                   | ۲                   | ۷                   | ۰                   |
| گوآوا یا زیتون محلی        | ۵       | ۲۴      | ۱۲        | ۴         | ۲         | ۵         | ۵         | ۶         | ۱۲        | ۰         | ۰         | ۳۸۱       | ۰         | ۴         | ۳         | ۲                   | ۱                   | ۵                   | ۴                   | ۱۲                  | ۰                   | ۲                   | ۱۱                  | ۸                   | ۱                   |
| پاپایا                     | ۱       | ۷       | ۲۲        | ۲         | ۲         | ۲         | ۲         | ۱         | ۱۰        | ۰         | ۰         | ۱۰۳       | ۰         | ۴         | ۳         | ۲                   | ۱                   | ۲                   | ۱                   | ۷                   | ۰                   | ۰                   | ۱                   | ۱                   | ۱                   |
| کدو تنبل                   | ۲       | ۵۶      | ۱۸۴       | ۳         | ۶         | ۳         | ۳         | ۳         | ۴         | ۰         | ۰         | ۱۵        | ۰         | ۵         | ۱         | ۲                   | ۴                   | ۳                   | ۴                   | ۱۰                  | ۰                   | ۲                   | ۶                   | ۶                   | ۰                   |
| روغن آفتابگردان            | ۰       |         | ۰         | ۰         | ۰         | ۰         | ۰         | ۰         | ۰         | ۰         | ۰         | ۰         | ۰         | ۲۰۵       | ۷         | ۰                   | ۰                   | ۰                   | ۰                   | ۰                   | ۰                   | ۰                   | ۰                   | ۰                   | ۰                   |
| تخم‌مرغ                     | ۲۵      | ۱۳۶     | ۱۰        | ۵         | ۲۸        | ۰         | ۱۴        | ۷         | ۱۲        | ۲۲        | ۴۵        | ۰         | ۹         | ۵         | ۰         | ۵                   | ۱۰                  | ۳                   | ۱۹                  | ۴                   | ۶                   | ۷                   | ۵                   | ۲                   | ۴۵                  |
| شیر                        | ۶       | ۱۳۸     | ۲         | ۳         | ۱۱        | ۱         | ۴         | ۲         | ۱         | ۷         | ۲٫۶       | ۰         | ۰         | ۰         | ۰         | ۱۱                  | ۰                   | ۲                   | ۹                   | ۴                   | ۲                   | ۳                   | ۱                   | ۰                   | ۵                   |

درصد کاهش ارزش بر اثر پختن : حداکثر کاهش درصدی ارزش‌های غذایی به دلیل جوشیدن بدون در نظر گرفتن گروه گیاه‌خواری حاوی شیر و تخم مرغ (ovo-lacto-vegetables group).

## میزان تولید
| کشور                | میزان تولید (میلیون تُن) |
| ------------------- | ----------------------- |
| چین                 | ۲۳٫۸                    |
| ایالات متحده آمریکا | ۰٫۳۸                    |
| ژاپن                | ۰٫۲۳                    |
| ترکیه               | ۰٫۲۳                    |
| تولید جهانی         | ۲۶٫۳                    |
| منبع آمار: فائو     |                         |

## در فرهنگ عامه
شخصیت کارتونی و کمیک ملوان زبل در سال ۱۹۳۱ میلادی خلق شد. این شخصیت علاقهٔ زیادی به اسفناج داشته و با خوردن کنسروهای اسفناج قدرت بدنی بالا و غیرعادی به دست می‌آورد.